# 30 Years of Heppner
Bei 30 Years of Heppner handelt es sich um die fünfte Solo-Tournee des deutschen Synthiepop-Sängers Peter Heppner.

## Hintergrund
Bei 30 Years of Heppner handelte es sich um die fünfte Tournee Heppners als Solo-Künstler und bestand aus einem Elektro- sowie Akustikset. Die Tour erstreckte sich knapp über einen Monat vom 31. Oktober bis zum 3. Dezember 2017. Sie führte ihn mit seiner Begleitband durch sechs deutsche Städte sowie einmal nach Barcelona in Spanien und einmal nach Warschau in Polen. In Spanien war es das erste Konzert Heppners als Solo-Künstler sowie das dritte Konzert seiner Karriere, bereits mit Wolfsheim spielte er zwei Einzelkonzerte im Mai 2002. In Polen war es das erste Konzert Heppners in seiner Karriere. Die Konzerte außerhalb Deutschlands erfolgten ohne Gastauftritte und bestanden somit aus einer schmaleren Setlist.
Bei der Konzertreihe handelte es sich um eine kleine Clubtour, um das dreißigjährige Bühnenjubiläum Heppners zu feiern. Während der kompletten Tour wurde er von einem seiner langjährigen Weggefährten Marcus Meyn (Sänger der deutschen Synthiepop-Band Camouflage) unterstützt. Bei den Konzerten in Dresden, Erfurt und Potsdam wurde er zusätzlich von der US-amerikanischen Sängerin und ebenfalls langjährigen Weggefährten Kim Sanders als Gastsängerin unterstützt. Mit beiden Künstlern sang Heppner jeweils zwei bis drei Duette pro Abend.

## Vorgruppe
Im Vorprogramm aller Konzerte spielte die britische Synthiepop-Band Knight$ (James Knights). Deren halbstündiges Set bestand aus den acht Liedern: Uncivilized (Coverversion der kanadischen Elektropop-Band Psyche), What We Leave Behind, So Cold, Cards on the Table, When the Lights Go Out, What’s your Poison, Snap, Snap! The Alligator und Heart (Coverversion des britischen Duos Pet Shop Boys).

## Bandmitglieder

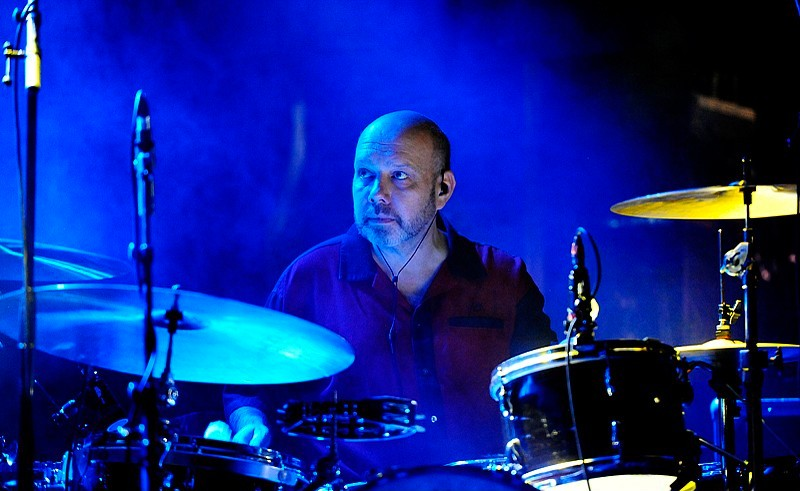
Achim Färber: Schlagzeug
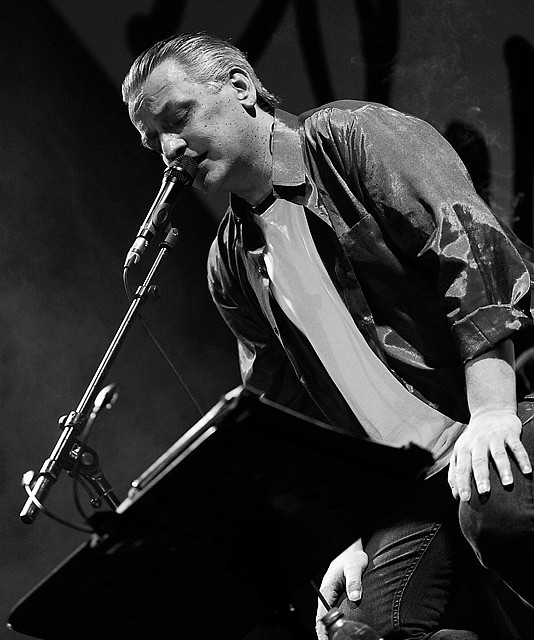
Peter Heppner: Gesang
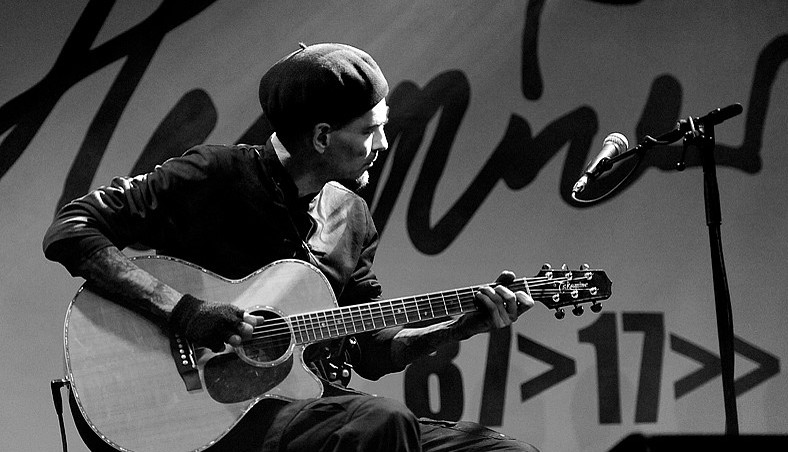
Carsten Klatte: Gitarre, Mundharmonika
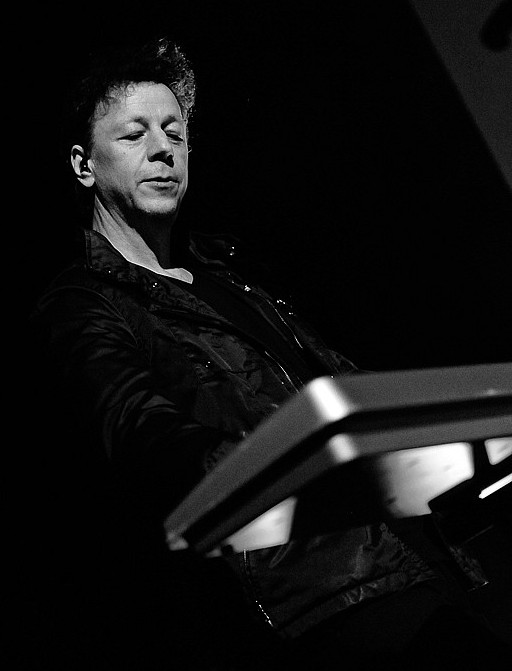
Dirk Riegner: Keyboard, Piano

## Tourdaten
| Datum             | Stadt     | Veranstaltungsort       | Land        |
| ----------------- | --------- | ----------------------- | ----------- |
| 31. Oktober 2017  | Barcelona | Nocturna Festival       | Spanien     |
| 17. November 2017 | München   | Kulturzentrum Backstage | Deutschland |
| 18. November 2017 | Krefeld   | Kulturfabrik            | Deutschland |
| 19. November 2017 | Bremen    | Aladin Music Hall       | Deutschland |
| 23. November 2017 | Dresden   | Alter Schlachthof       | Deutschland |
| 24. November 2017 | Erfurt    | Gewerkschaftshaus       | Deutschland |
| 25. November 2017 | Potsdam   | Waschhaus               | Deutschland |
| 2. Dezember 2017  | Warschau  | Progresja Music Zone    | Polen       |

## Setlist
Die Setlist bestand aus 22 bzw. 23 Liedern, damit handelte es sich um das größte Konzert-Programm, das Heppner in seiner Solo-Karriere spielte. Sie bestand aus Liedern seiner beiden Soloalben sowie zum Teil aus einer Zusammenstellung von älteren Gastbeiträgen und Wolfsheim-Stücken. Inmitten des Konzertes erfolgte eine Akustik-Session, um an die “gelungenen” Akustikkonzerte der letzten Jahre zu erinnern.
An drei Abenden, bei denen Kim Sanders zu Gast war, spielte Heppner drei Duette mit ihr. Gemeinsam sangen sie die Lieder Deserve to Be Alone, Delicately Yours und Kein zurück. Bei Deserve to Be Alone handelt es sich um ein Stück, das Heppner seinerseits für Sanders schrieb. Es sollte das erste Werk Heppners sein, dass durch einen anderen Interpreten gesungen werden sollte. Sanders sang das Lied auch in seiner Soloversion ein, letztendlich entschieden die beiden sich, das Lied als Duett zu veröffentlichen. Während der Tour sangen Heppner und Sanders das Lied erstmals gemeinsam live. Bei den Auftritten ohne Sanders sang Heppner das Stück alleine. Bei Delicately Yours handelt es sich um eine Coverversion des Originals von Sanders und Schiller aus dem Jahr 2003. Das Lied wurde auf dieser Tour erstmals durch Heppner – nur in Verbindung mit Sanders – interpretiert. An den Abenden ohne Sanders entfiel das Stück von der Setlist. Kein zurück ist ein altes Wolfsheim-Stück, das Heppner erstmals in einem Duett sang. Bei den Abenden ohne Sanders sang er das Lied zusammen mit Marcus Meyn. Nur Deserve to Be Alone erschien in einer Studioversion, die anderen beiden Titel nicht.
Mit Meyn sang Heppner ebenfalls insgesamt drei bzw. zwei Duette. Neben Kein zurück sang er mit ihm die Titel The Smiling Face und Count on Me im Duett. Bei Letzterem handelt es sich um eine gemeinsame Single von Heppner und Meyns Band Camouflage. Beide Lieder sangen sie schon zusammen bei diversen Gastauftritten, die Heppner zwischen 2014 und 2015 bei Camouflage absolvierte. Kein zurück und That Smiling Face erschienen nie in einer offiziellen Studioversion. Die Duette fanden ausschließlich während der Konzerte von beiden Parteien statt. Die folgende Liste ist eine Übersicht des Hauptsets, die Heppner während der Tour spielte (Potsdam):
1. I Won’t Give Up
2. Alleinesein
3. Meine Welt
4. Being Me
5. Once in a Lifetime
6. Künstliche Welten
7. That Smiling Face (mit Marcus Meyn)
8. Count on Me (mit Marcus Meyn)
9. And I
10. Care for You
11. Heroin She Said
12. Deserve to Be Alone (solo oder mit Kim Sanders)
13. Delicately Yours (mit Kim Sanders; nur in Dresden, Erfurt und Potsdam)
14. God Smoked
15. Dream of You
16. Wir sind wir
17. The Sparrows and the Nightingales
18. Kein Zurück (mit Kim Sanders oder Marcus Meyn)

Zugabe 1:
1. Give Us What We Need (Truth Is Not the Key)
2. Leben … I Feel You

Zugabe 2:
1. Annie
2. Die Flut

Zugabe 3:
1. Ich weiß nicht, zu wem ich gehöre[10][11]

## Rezensionen
Der Rezensent vom E-Zine Reflections of Darkness bewertete das Konzert in Krefeld mit 8,5 von zehn Punkten. Er hatte unter anderem den Eindruck, dass das Publikum nicht sehr vom Vorprogramm begeistert gewesen sei, dass jedoch nach jedem Titel großen Applaus erhalten habe. Der Rezensent habe auch den Eindruck gehabt, dass die Musik von Titel zu Titel besser geworden sei. Gegen Ende bei Snap, Snap! The Alligator habe er das Gefühl gehabt, dass ihn jemand auf die Schippe nehmen wolle, indem er ein Lied vorgetragen wurde, das eher wie ein Kinderlied klinge. Dem Publikum habe die Aufführung jedoch gefallen. Die Show von Heppner sei von einigen technischen Pannen begleitet worden, was der Stimmung aber keinen Abbruch gegeben hätte, schließlich zeigt es, dass es sich um eine, Liveauftritt und nicht um eine „perfekte“ Playback-Show handele. Nach Künstliche Welten sei ein kleiner Umbau nötig gewesen, da nun der akustische Teil der Show begann, der mit Deserve to be alone beendet wurde und mit God Smoked zum elektrischen Set übergegangen sei. Der Auftritt von Markus Meyn sei von einem lautstarken Applaus begleitet worden. Interessant sei gewesen, wie unterschiedlich die beiden Sänger seien. Während Heppner eher zurückhaltend wirke, sei Meyn eher der „Bühnenfresser“, der das Publikum zum Händeklatschen und Mitsingen einlade. Obwohl Heppner ein zurückhaltender Typ sei, würde das nicht heißen, dass er keine Emotionen zeige. Das Mitsingen seiner Fans bei Die Flut sei für ihn offenbar so überwältigend gewesen, dass er sogar eine Träne vergossen habe. Mit dem Konzertabschluss Ich weiß nicht, zu wem ich gehöre, einen augenzwinkernden Titel, hätten alle ihren Spaß gehabt.
Mrs.Hyde von Schwarzes Bayern lob die Liveumsetzung im Vorprogramm, allerdings kritisierte sie des Öfteren den Gesang von Sänger James Knights, der gesanglich leicht neben der Spur liege und sich teilweise schräg anhöre. Animationen, um das Publikum zum Klatschen zu bewegen, hätten nur zu Beginn einigermaßen funktioniert. Positiv hob sie den Auftritt zu Alligator hervor, ein Titel der Spaß mache. Den Auftritt von Heppner beschrieb die Rezensentin als zu leise, vor allem während den akustischen Darbietungen. Zum einen ließen sich dabei kleine stimmliche Unsicherheiten heraushören, zum anderen habe man dadurch leider auch den Gesprächen der Umstehenden zuhören können. Trotzdem sei es insgesamt ein toller Abend mit einem kleinen Wermutstropfen gewesen. Das Publikum habe Heppner in seinen Bann gezogen. Als Highlights hob sie Heroin She Said hervor, das akustisch eine ganz andere Wirkung entfalte als in seiner Studioproduktion sowie Deserve to Be Alone, dass seine Wirkung live besser entfalte. Während des Konzertes seien einige Pannen vorgefallen, die aber grundsympathisch seien und für Abwechslung gesorgt hätten. Den Ausklang mit Ich weiß nicht, zu wem ich gehöre beschrieb Mrs.Hyde als gelungenen Abschluss.